# Ansvarsart
En ansvarsart er i naturforvaltning en dyre- eller plantearter, som et land har særligt ansvar for. En art regnes for national ansvarsart, når landets bestand på et eller andet tidspunkt i dens livscyklus er en væsentlig del af jordens samlede bestand (20 %), hvilket medfører et særligt nationalt ansvar for artens beskyttelse. Et andet kriterium er, hvis arten globalt betragtes som sjælden. De er ikke nødvendigvis sjældne eller truet i det land, der har den som ansvarsart, men en særlig sikring af artens biotoper her er vigtig for den internationale bestand.
De nationale ansvarsarter i Danmark blev samlet på Gullisten fra 1997, som er en oversigt over opmærksomhedskrævende og nationale ansvarsarter i Danmark. Listen blev til, da man reviderede Skov- og Naturstyrelsens fortegnelse over særligt beskyttelseskrævende planter og dyr i Danmark, den såkaldte Rødliste. Gullisten omfatter 19 plante- og dyregrupper og 600 arter inden for grupperne svampe, laver, karplanter, døgnfluer, slørvinger, guldsmede, bredtæger, biller, vårfluer, natsommerfugle, køllesværmere, dagsommerfugle, svirrefluer, kvægmyg, fisk, padder, krybdyr, fugle og pattedyr. Af disse anses 511 for at være opmærksomhedskrævende, mens 96 hører til i kategorien af nationale ansvarsarter. Syv arter er med i begge grupper.
På listen er en enkelt naturtype: boblerev, da den danske forekomst udgør mere end 20 % af det samlede areal på biogeografisk niveau  .
Listerne giver ikke anvisninger på, hvad der kan gøres for at sikre arternes beståen, men er brugbar som et instrument i beskyttelsen af de truede arter. Listerne er nyttige i arbejdet med at prioritere fredningsopgaver for stat, regioner og kommuner.
De nyere manualer for rødlistevurderinger  indeholder ikke oplysninger om ansvarsarter. 